# Gaius Servilius Ahala
Gaius Servilius Ahala was een Romeins politicus ten tijde van de Romeinse Republiek.
Servilius diende in 439 v.Chr. als magister equitum of wel secondant onder Lucius Quinctius Cincinnatus, die dat jaar tot dictator benoemd was. Hij riep de rijke plebejer Spurius Maelius, die volgens de senaat een staatsgreep voorbereidde, op om voor de dictator te verschijnen. Toen deze in plaats daarvan op de vlucht sloeg, werd hij door Servilius gedood.
Marcus Junius Brutus, een van de senatoren die in 44 v.Chr. Julius Caesar vermoordden, claimde via zijn moeder Servilia af te stammen van Gaius Servilius Ahala en via zijn vader Marcus Junius Brutus van Lucius Junius Brutus.